# Alejo Ledesma
Alejo Ledesma är en ort i Argentina.   Den ligger i provinsen Córdoba, i den centrala delen av landet, 400 kilometer väster om huvudstaden Buenos Aires. Alejo Ledesma ligger 132 meter över havet och antalet invånare är 3 310.
Terrängen runt Alejo Ledesma är mycket platt. Runt Alejo Ledesma är det glesbefolkat, med 10 invånare per kvadratkilometer..
Trakten runt Alejo Ledesma består till största delen av jordbruksmark.